# بالا کنگرلی، ترتر
بالا کنگرلی (به لاتین: Bala Kəngərli) یک منطقه مسکونی در جمهوری آذربایجان است که در شهرستان ترتر واقع شده است. بالا کنگرلی ۵۶۰ نفر جمعیت دارد.